# Andrej Karpovitj
Andrej Karpovitj (kazakiska: Андрей Карпович, ryska: Андрей Владимирович Карпович; Andrej Vladimirovitj Karpovitj), född 18 januari 1981 i Semej, är en kazakisk fotbollsspelare som för närvarande spelar för den kazakiska fotbollsklubben FC Sjachtar Karagandy. 

## Karriär
Karpovitj inledde sin karriär i sin hemstad Semej, i fotbollsklubben Spartak Semej. Han har under sin karriär spelat i flera olika klubbar, bland annat de ryska klubbarna FC Rostov och FC Dynamo Moskva. 2010 gick han till den kazakiska klubben FK Aktobe. Karpovitj har också spelat flitigt i Kazakstans fotbollslandslag och han gjorde Kazakstans första mål efter att man gått med i UEFA. Karpovitj har gjort 49 landskamper och gjort 3 mål.